# Список умерших в 1005 году

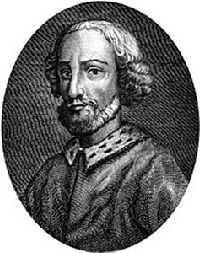
Кеннет III

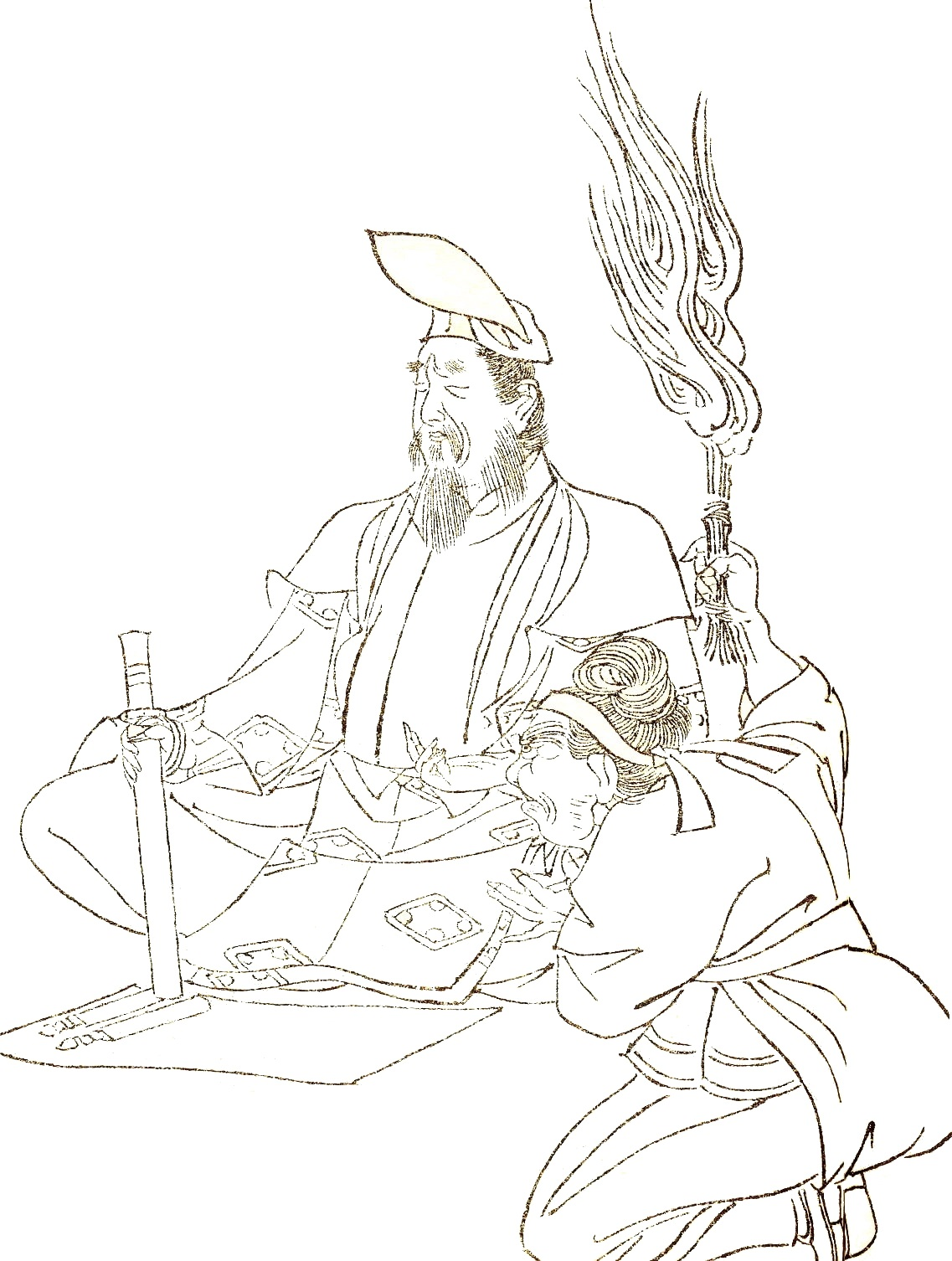
Абэ-но Сэймэй

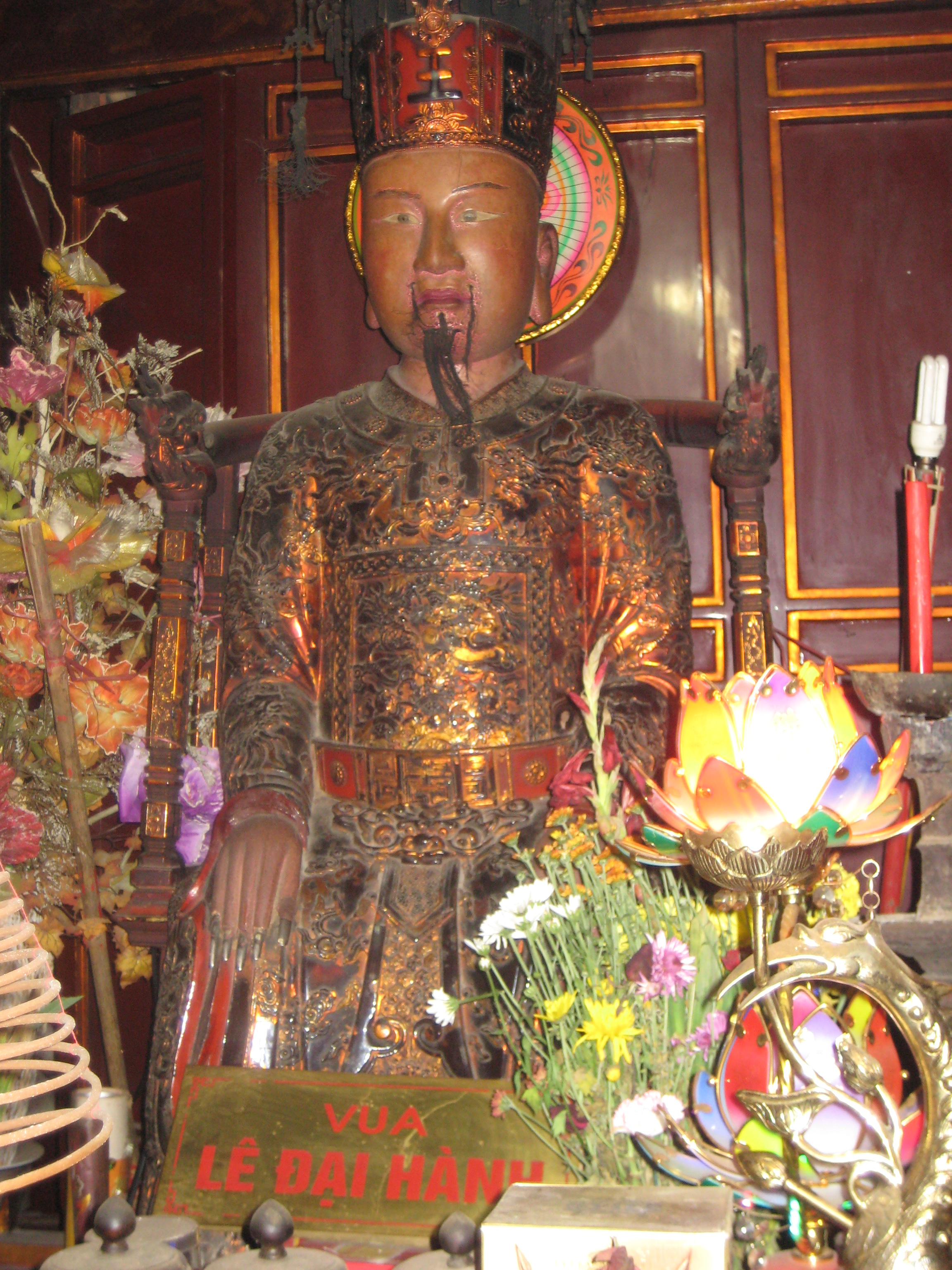
Ле Хоан

В этой статье представлен список известных людей, умерших в 1005 году.
См. также: Категория:Умершие в 1005 году

## февраль
- 5 февраля — Альбуин Бриксенский — первый епископ Бриксена, святой римско-католической церкви[1].

## Март
- 25 марта — Кеннет III Вождь — король Альбы (Шотландии) с 997, сын короля Дуффа; убит.

## Май
- 6 мая — Готшалк фон Хагенау[нем.] — епископ Фрайзинга (994—1005)

## Октябрь
- 31 октября — Абэ-но Сэймэй (84) — полулегендарный японский мистик.

## Ноябрь
- 16 ноября — Эльфрик Эбингдонский — архиепископ Кентерберийский (995—1005), святой Римско-Католической церкви.

## Декабрь
- 14 декабря — Адальберон II — 38-й епископ Вердена (в 984), 46-й епископ Меца (с 984).

## Дата неизвестна или требует уточнения
- Абу Хилаль аль-Аскари[англ.] — улем
- Беллем, Ив де — сеньор Беллем и первый достоверно известный представитель династии Беллемов.
- Бушар I Почтенный — граф Вандомский (956/957 — 1005), граф Парижский (987—1005)
- Исмаил Мунтасир — последний представитель династии Саманидов, убит
- Кинан ап Хивел — король Гвинеда, Дехейбарта и Поуиса (с 999), сын Хивела ап Иейава.
- Ле Хоан — вьетнамский император с 980 года, основатель днастии ранних Ле
- Ле Чунг Тонг[англ.] — второй вьетнамский император из днастии ранних Ле (1005)
- Макарио ди Колезано[итал.] — святой римско-католической церкви.
- Матильда Нормандская — дочь герцога Нормандии Ричарда I и Гунноры де Крепон, первая жена графа Эда II де Блуа.
- Мухаммад ибн Исхак ибн Манда — хафиз, мухаддис, автор многочисленных работ по исламскому вероубеждению и науке о хадисах.
- Сигмунд Брестиссон (43 или 44) — главный герой «Саги о фарерцах» наряду с Трандом с Гаты; в 999 году распространил на Фарерских островах христианство.